# كأس ملك إسبانيا 1939
كأس ملك إسبانيا 1939 (بالإسبانية: Torneo Nacional de Fútbol)‏ هو موسم من كأس ملك إسبانيا. أقيم بتاريخ 1939، وفاز فيه نادي إشبيلية.